# 예산

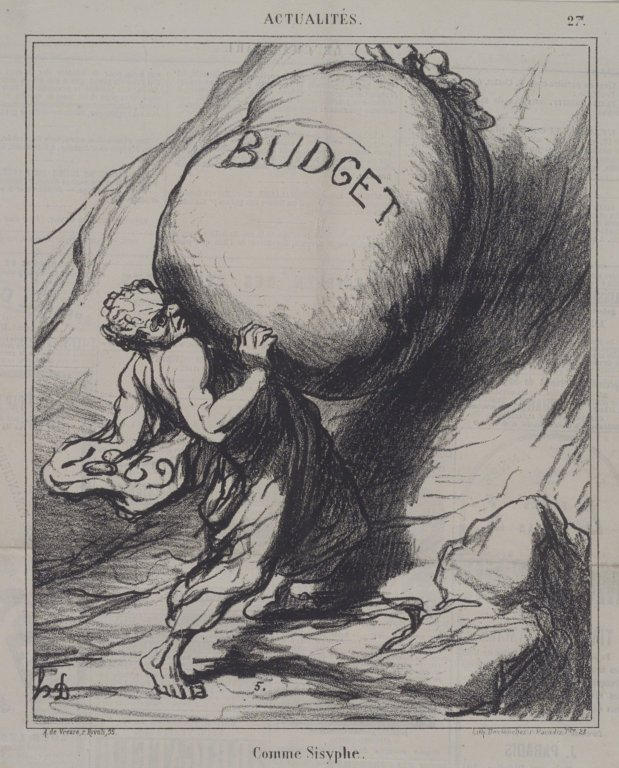

예산(豫算, 영어: budget)이라 함은 일회계연도(一會計年度)에 있어서 국가의 세입·세출의 예정계획을 그 내용으로 하고, 국회의 의결로써 성립하는 법규범의 일종이다.

## 개요
예산이란 일정기간의 국가경비 및 수입의 예정적 계획이다. 국가활동은 원칙적으로 사경제(私經濟)에서 볼 수 있는 영리추구(營利追求)와 같은 구체적인 목표가 없을 뿐 아니라 그 활동의 성과에 직접 이해관계가 없는 관료에 의하여 운영되기 때문에 국가활동과 이에 수반되는 화폐수지(貨幣收支)를 합리화하고 집행을 엄정히 하기 위해서는 사전에 체계적인 계획표를 작성할 필요가 있다. 더욱이 현대 민주주의 원칙하에서는 국가의 수지에 대하여 국민의 동의를 얻지 않으면 안 된다. 이러한 의미에서 현대국가의 예산은 국가수지를 합리적으로 정리한다는 국고적 기능뿐 아니라 정부의 모든 정책을 집약적으로 체계화하여 표현한 것으로 의회 내외에서 정치적 토론의 주요한 대상이 된다.  예산안(豫算案)은 행정부에서 편성하여 의회에 제출되며 의회의 최종적인 심의확정을 받아 성립된다.

## 나라별 구분
대한민국 헌법 제54조 제1항은 '국회는 국가의 예산안을 심의·확정한다'라고 하여, 국회의 예산안 심의·확정권(예산안의결권)을 규정하고 있다. 예산에 관해서는 그것을 법률의 형식으로 의결하는 주의(예산법률주의)와 법률과는 다른 특수한 형식으로 의결하는 주의가 있다.
미국·영국·독일·프랑스 등 다수국이 전자에 속하고, 일본·스위스·대한민국이 후자에 속한다. 대한민국 현행 헌법은 대한민국 헌법 제53조의 법률안의결권과는 별도로 제54조에서 예산안심의·의결권을 규정하여 법률과 예산의 형식을 구별하고 있다. 예산과 법률의 형식이 구별되어 있는 경우에는 예산의 성질(본질) 여하가 문제된다.

## 법규범설
법규범설은 예산을 법규범의 일종이라고 한다. 이에 대하여 법규범부인설(승인설)은 예산을 법규범의 일종이 아니라 정부의 세출에 대하여 국회가 의결로써 행하는 승인행위라고 한다. 생각건대 예산은 정부가 하는 재정행위를 구속하는 준칙이며, 단순한 세입·세출의 견적표가 아니다. 세출에 관해서는 시기·목적·금액 등을 한정하고, 세입에 관해서는 재원과 시기를 한정하는 것이므로 법규범의 일종이다(통설).
빈축재정은 국가나 지방 자치 단체의 예산 규모를 줄이는 재정. 주로 인플레이션 억제를 목적으로 하며, 행정 정리ㆍ공공사업의 연기나 중단, 급여 폭의 인하 같은 것을 실시한다.

## 예산통제
예산통제(豫算統制)는 예산제도를 설치, 이에 의하여 기업 활동을 계획·조정·통제하려 하는 것으로 예산 편성 자체가 이미 계획적·조정적 작용을 지닌다. 오히려 예산 편성이야말로 대단히 구체적인 레벨에 있어서 거사적(擧社的)으로 종합적 계획을 세울 수 있고, 또 조정을 할 수 있는 가장 유효한 방도라고도 말할 수 있다.  또 예산통제는 당연히 결정된 예산과 실적을 비교·검토하고 그 차이를 분석하여 금후 활동을 재검토하는 발판의 역할도 된다. 그리고 예산은 결코 고정적인 것이 아니라 그 실시중에 수정의 필요성도 생길 수 있다. 기업 환경에는 불확실한 요인이 많아지므로 이것은 당연한 일이지만, 기업으로서는 미리 변동 예산을 짜는 대책을 취할 수 있다.

## 준예산
준예산은 국가의 예산안이 회계연도 개시 30일 전까지 국회에서 의결되지 못한 경우, 정부가 예산안이 의결될 때까지 전년도에 준하여 집행하는 잠정예산이다. 즉, 어떠한 사유로 말미암아 새로운 회계연도가 개시될 때까지 예산안이 의결되지 못한 때에는 정부는 국회에서 예산안이 의결될 때까지 다음의 목적을 위한 경비는 전년도 예산에 준하여 집행할 수 있다. ① 헌법이나 법률에 의하여 설치된 기관 또는 시설의 유지·운영, ② 법률상 지출의무의 이행, ③ 이미 예산으로 승인된 사업의 계속이 그것이다(헌법 제54조 제3항).

## 예산의 원칙
- 공개의 원칙
- 회계연도 독립의 원칙
- 건전재정 운영의 원칙
- 예산의 목적 외 사용금지 원칙
- 예산총계주의 원칙
- 예산 사전의결의 원칙
- 예산 한정성의 원칙
- 예산 사전절차 이행의 원칙[3]

## 같이 보기
- 예산 제약
- 재정
- 정책
- 정부 예산
  - 대한민국 정부의 예산
  - 미국 연방정부의 예산(영어판)
    - 예산 시쿼스트레이션(영어판)
    - 2013년 미국 예산 시쿼스트레이션(영어판)

## 참고 자료
1. ↑  《글로벌 세계대백과사전》,  〈예산통제〉
2. ↑  《글로벌 세계대백과사전》, 〈준예산〉